# Coupe d'Islande de football 1985
La coupe d'Islande 1985 de football est la 26e édition de la Coupe nationale de football.
Elle s'est disputée du 22 mai 1985 au 25 août 1985, avec la finale jouée au Laugardalsvöllur à Reykjavik.
La Coupe revêt une haute importance puisque le vainqueur est qualifié pour la Coupe des Coupes (Si un club gagne à la fois le championnat et la Coupe, c'est le finaliste de la Coupe qui prend sa place en Coupe des Coupes).
Les 10 clubs de 1. Deild ne rentrent qu'en huitièmes de finale, alors que les clubs des divisions inférieures entrent au fur et à mesure des 3 tours préliminaires. Les équipes se rencontrent sur un  match simple. En cas de match nul, une séance de tirs au but détermine le vainqueur (Les équipes n'ont plus à rejouer le match comme lors des éditions précédentes).
Le Fram Reykjavik remporte le trophée en s'imposant en finale contre l'ÍBK Keflavík. Il gagne la 5e Coupe d'Islande de son histoire et se qualifie du même coup pour la Coupe des Coupes. 

## Premier tour
| Équipe 1                     | Résultat | Équipe 2                    |
| ---------------------------- | -------- | --------------------------- |
| Leiftur Ólafsfjörður (D2)    | 1 - 0    | Völsungur Húsavík (D2)      |
| Magni Grenivík               | 0 - 1    | KA Akureyri (D2)            |
| Leiknir Reykjavik            | 1 - 2    | Vikingur Olafsvik           |
| Tindastoll Saudarkrokur (D3) | 2 - 1    | Vaskur                      |
| Reynir Sandgerði             | 2 - 1    | Hafnir                      |
| þrottur Norðfjörður          | 3 - 0    | Höttur Egilsstaðir          |
| UMF Skallagrimur (D2)        | 7 - 0    | Haukar Hafnarfjörður        |
| Valur Reyðarfjörður          | 2 - 3    | Huginn Seyðisfjörður        |
| Hrafnkell Fr.                | 1 - 3    | Austri Eskilfjörður         |
| HV Ísafjörður                | 0 - 0    | Stjarnan Gardabaer          |
| IK Kopavogur                 | 3 - 2    | Vikverji                    |
| Afturelding Mosfellsbær      | 2 - 5    | Lettir                      |
| ÍB Ísafjörður (D2)           | 4 - 2    | Fylkir Reykjavik (D2)       |
| Einherji (D3)                | 3 - 2    | Leiknir Faskrúsfjörður (D3) |
| UMF Njarðvík (D2)            | 2 - 1    | UMF Selfoss (D3)            |
| Armann Reykjavik             | 1 - 8    | IR Reykjavik (D4)           |

## Deuxième tour
| Équipe 1                     | Résultat | Équipe 2              |
| ---------------------------- | -------- | --------------------- |
| Stjarnan Gardabaer           | 0 - 0    | UMF Njarðvík (D2)     |
| ÍBV Vestmannaeyjar (D2)      | 3 - 0    | ÍB Ísafjörður (D2)    |
| Vikingur Olafsvik            | 3 - 3    | Augnablik             |
| Leiftur Ólafsfjörður (D2)    | 0 - 1    | KS Siglufjordur (D2)  |
| Reynir Sandgerði             | 5 - 1    | Lettir                |
| Tindastoll Saudarkrokur (D3) | 0 - 3    | KA Akureyri (D2)      |
| IR Reykjavik (D4)            | 2 - 1    | UMF Skallagrimur (D2) |
| Huginn Seyðisfjörður         | 0 - 0    | Austri Eskilfjörður   |
| Breiðablik Kopavogur (D2)    | 0 - 1    | UMF Grindavík         |
| Arvakur                      | 13 - 1   | Tálknafjörður         |
| IK Kopavogur                 | 0 - 0    | Grótta Seltjarnarnes  |
| þrottur Norðfjörður          | 0 - 0    | Einherji (D3)         |

## Troisième tour
| Équipe 1                | Résultat | Équipe 2             |
| ----------------------- | -------- | -------------------- |
| Austri Eskilfjörður     | 0 - 1    | Einherji (D3)        |
| Reynir Sandgerði        | 4 - 1    | IR Reykjavik (D4)    |
| Vikingur Olafsvik       | 0 - 2    | UMF Njarðvík (D2)    |
| UMF Grindavík           | 2 - 3    | Arvakur              |
| KS Siglufjörður (D2)    | 1 - 2    | KA Akureyri (D2)     |
| ÍBV Vestmannaeyjar (D2) | 8 - 0    | Grótta Seltjarnarnes |

## Huitièmes de finale
- Entrée en lice des 10 équipes de 1. Deild

| Équipe 1                | Résultat | Équipe 2              |
| ----------------------- | -------- | --------------------- |
| Reynir Sandgerði        | 3 - 5    | þor Akureyri (D1)     |
| KR Reykjavik (D1)       | 3 - 5    | ÍA Akranes (D1)       |
| Arvakur                 | 1 - 1    | Víðir Garður (D1)     |
| ÍBV Vestmannaeyjar (D2) | 2 - 4    | FH Hafnarfjörður (D1) |
| Vikingur Reykjavik (D1) | 3 - 4    | Fram Reykjavik (D1)   |
| KA Akureyri (D2)        | 4 - 2    | Einherji (D3)         |
| þrottur Reykjavik (D1)  | 2 - 4    | Valur Reykjavik (D1)  |
| UMF Njarðvík (D2)       | 0 - 3    | ÍBK Keflavík (D1)     |

## Quarts de finale
| Équipe 1          | Résultat | Équipe 2              |
| ----------------- | -------- | --------------------- |
| KA Akureyri (D2)  | 2 - 1    | Víðir Garður (D1)     |
| þor Akureyri (D1) | 3 - 2    | FH Hafnarfjörður (D1) |
| ÍBK Keflavík (D1) | 3 - 1    | Valur Reykjavik (D1)  |
| ÍA Akranes (D1)   | 1 - 2    | Fram Reykjavik (D1)   |

## Demi-finales
| Équipe 1            | Résultat | Équipe 2          |
| ------------------- | -------- | ----------------- |
| Fram Reykjavik (D1) | 3 - 0    | þor Akureyri (D1) |
| ÍBK Keflavík (D1)   | 2 - 0    | KA Akureyri (D2)  |

## Finale
| 25 août 1985 | Fram Reykjavik (D1)                             | 3 - 1 | ÍBK Keflavík (D1)      | Laugardalsvöllur, Reykjavik |                     |
|              | Petur Ormslev 29e, 63e · Guðmundur Torfason 69e |       | Ragnar Margeirsson 68e | Spectateurs : 5 330         | Spectateurs : 5 330 |
|              | (Rapport)                                       |       |                        | Spectateurs : 5 330         | Spectateurs : 5 330 |

- Le Fram Reykjavik remporte sa 5e Coupe d'Islande et est qualifié pour la Coupe des Coupes 1986-1987.